# Сан Мигел (Аризона)
Сан Мигел (енгл. San Miguel) насељено је место без административног статуса у америчкој савезној држави Аризона.

## Демографија
По попису из 2010. године број становника је 197.
| Група             | 2000.    | 2010.     |
| Белци             | 0 (0,0%) | 0 (0,0%)  |
| Афроамериканци    | 0 (0,0%) | 0 (0,0%)  |
| Азијати           | 0 (0,0%) | 0 (0,0%)  |
| Хиспаноамериканци | 0 (0,0%) | 10 (5,1%) |
| Укупно            | 0        | 197       |